# Rapper italiano
Rapper italiano è il quarto album da solista del rapper Italiano Bassi Maestro, pubblicato nel dicembre 2001 per Sano Business e Vibrarecords.
L'album riprende lo stile disinvolto del precedente, Classico (2000), ma si avvicina anche a quello del successivo Background (2002).
Fra le tracce sono presenti Rapper italiano, La Sigla, Per i miei gorilla (con la collaborazione della Cricca dei Balordi), Come ai vecchi tempi (prodotta da Dj Zeta), Eight Bars (prodotta da Dj Shocca).

## Tracce
1. Skit (intro) - 1:07
2. Rapper italiano - 3:25
3. Per i miei gorilla - 3:38 (feat CDB)
4. Skit (strumental) - 0:18
5. Meritano questo - 3:50
6. Lo capisci o no?!? - 2:42 (scratch DJ Double S)
7. Jeep Music - 3:32
8. Skit (intro problemi) - 0:40
9. Problemi pt.2 - 3:48 (feat Lyricalz & G.Quagliano)
10. The Shit Dropper - 4:18 (feat Rido MC)
11. Busdiggy - 2:23 (feat Men In Skretch)
12. La sigla (Sano Business) - 3:31
13. Skit - 0:42
14. Come ai vecchi tempi - 4:35 (feat. Davo)
15. Skit (la benedizione) - 0:28
16. Eight Bars - 3:12 (feat. Tension, Biko, Kaso, Bruno, Mastino, Phra LC & Mistaman)
17. 2h10 (da dentro) - 3:55 (CDB)